# Thomas Kirkman
Thomas Kirkman (anglès: Thomas Pennington Kirkman)  (Bolton, 31 de març de 1806 - Bowdon, 3 de febrer de 1895) fou un matemàtic aficionat britànic.

## Vida i Obra
Kirkman era fill d'un comerciant de cotó modest que volia que el seu fill continués el negoci familiar. Per això, Kirkman, que tenia bones qualificacions, va haver de deixar l'escola als catorze anys, per incorporar-se al negoci patern. Va estar nou anys fent una feina que l'enutjava, fins que als 23 anys va trencar amb el seu pare.
El 1829 ingressà al Trinity College (Dublín), pagant-se ell mateix els estudis fent classes particulars. El 1833 es graduà i després de restar un any més a Irlanda, el 1834 va retornar a Anglaterra, s'ordenà a l'Església d'Anglaterra. Els anys següents va ser rector successivament de les parròquies de Bury i Lymm.
El 1839 va ser nomenat rector de la parròquia de Croft, càrrec en el qual romandrà durant 52 anys. Tot el temps lliure que li deixaven les seves obligacions pastorals el dedicava a l'estudi de les matemàtiques, col·laborant en diverses revistes amb temes relatius a teoria de grups, poliedres i combinatòria.
La seva obra més coneguda és un problema que va publicar el 1850 i que es coneix com el problema de les quinze noies escolars: Quinze alumnes d'una escola surten set dies a passejar en files de tres. Cal disposar-les diàriament de manera que no hi hagi dues que caminin juntes més d'una vegada.. Malgrat la seva aparent senzillesa, el problema no va ser resolt totalment fins a 1971, tot i que el seu contemporani Robert Anstice va fer avenços importants en la seva resolució.
De totes maneres, el fet d'estar aïllat dels cercles científics, va fer que la seva obra fos poc coneguda i se'l considerés el clergue boig que va inventar un divertit puzzle sobre unes noies.